# ان‌جی بون بی
ان‌جی بون بی (انگلیسی: Ng Boon Bee؛ زادهٔ ۱۷ دسامبر ۱۹۳۷) بدمینتون‌باز اهل مالزی است.